# Rejet
Rejet株式会社（リジェット）は、日本の東京都港区西新橋に本社を置く女性向けコンテンツ制作会社。音楽CDやシチュエーションCD、ゲーム、書籍、グッズ、イベントなど総合的に女性向けコンテンツを提供している。
代表取締役は岩崎大介。在籍クリエーターは前田浩孝等。

## 概略
- 家庭用ゲーム機開発会社のHuneXの社員だった岩崎大介が独立後、2009年6月5日にイラストレーターの前田浩孝と設立[1][3]。

- ファンからの愛称は「リジェ」、「りじぇ」。尖った造形のキャラクターが多く、「リジェみ」、「リジェ男」などと呼ばれる[要出典]。

- 代表作は『DIABOLIK LOVERS』や『ピタゴラスプロダクション』、『剣が君』、『ディア♥ヴォーカリスト』、『幽幻ロマンチカ』[4]。

- 岩崎自ら企画、作詞を行っている[5]。

- 会社のマスコットキャラクター、「クマD」の声を杉田智和が担当している[6]。

- 自社のグッズを販売する通販サイト「SKiT Dolce」、実店舗「Rejet shop」、イベント「Rejet Fes.」などを運営している[7][8]。

- 2018年にDMM GAMESが株式を取得[9]。

## ゲーム作品
- PC
  - TOKYO ヤマノテ BOYSシリーズ
    - 「HONEY MILK DISC」（2011年4月28日）
    - 「SUPER MINT DISC」（2011年6月23日）
    - 「DARK CHERRY DISC」（2011年8月25日）
    - 「SWEET JELLY BEANS」（2012年1月13日）
    - 「FRESH GINGER DISC」（2012年5月31日）
    - 「PURE RASPBERRY DISC」（2012年7月26日）
    - 「BLACK VANILLA DISC」（2012年9月27日）

  - BLACK WOLVES SAGA-Bloody Nightmare-（2012年4月26日）
  - Tiny×MACHINEGUN THE GAME（2013年5月30日）
  - ドットカレシ-We're 8bit Lovers！-（CD作品との同梱販売）
    - I〜でんせつのおとめ〜（2013年7月24日）
    - II〜てんくうのキス〜（2013年9月25日）
    - III〜やみのはなよめ〜（2013年11月27日）

  - 剣が君（2013年12月19日[10]）
  - ALICE=ALICE（2014年5月28日）
  - BAD MEDICINE（2014年5月28日）
- Nintendo DS
  - Dear Girl〜Stories〜 響 響特訓大作戦！（2009年12月17日）
- PlayStaion2
  - Lucian Bee's シリーズ
    - Lucian Bee's RESURRECTION SUPERNOVA（2009年7月30日）
    - Lucian Bee's JUSTICE YELLOW（2010年5月20日）
    - Lucian Bee's EVIL VIOLET（2010年5月20日）

  - Scared Rider Xechs シリーズ
    - Scared Rider Xechs（2010年7月1日）
    - Scared Rider Xechs -STARDUST LOVERS-（2011年6月23日）
- PlayStaion3
  - BEYOND THE FUTURE – FIX THE TIME ARROWS -（2011年12月8日）※PSP版と同時発売
- PSP
  - Lucian Bee's TRILOGY BOX（2010年10月28日）
  - Lucian Bee's RESURRECTION SUPRENOVA（2010年10月28日）
  - Lucian Bee's JUSTICE YELLOW（2010年10月28日）
  - Lucian Bee's EVIL VIOLET（2010年10月28日）
  - 恋愛番長 シリーズ
    - 恋愛番長 命短し、恋せよ乙女！LOVE is POWER（2010年11月11日）
    - 恋愛番長2 MidnightLesson!!!（2012年1月26日）

  - 月華繚乱ROMANCE（2011年9月15日）
  - BEYOND THE FUTURE – FIX THE TIME ARROWS -（2011年12月8日）※PS3版と同時発売
  - Scared Rider XechsⅠ＋FD ポータブル（2012年4月26日）
  - DIABOLIK LOVERS（2012年10月11日）
  - DIABOLIK LOVERS MORE,BLOOD（2013年10月24日）
  - BLACK WOLVES SAGA -Last Hope-（2012年12月20日）
  - TOKYOヤマノテBOYS Portable 「HONEY MILK DISC」（2012年12月20日）
  - TOKYOヤマノテBOYS Portable 「SUPER MINT DISC」（2013年1月24日）
  - TOKYOヤマノテBOYS Portable 「DARK CHERRY DISC」（2013年2月21日）
  - VitaminR（2013年8月8日）
  - -8（2014年1月23日[11]）
- PS Vita・PS4・Nintendo Switch
  - DIABOLIK LOVERSシリーズ
    - DIABOLIK LOVERS LIMITED V EDITION（2013年12月19日[12]）
    - DIABOLIK LOVERS VANDEAD CARNIVAL（2014年12月4日[13]）
    - DIABOLIK LOVERS MORE,BLOOD LIMITED V EDITION（2015年1月15日[14]）
    - DIABOLIK LOVERS DARK FATE（2015年2月26日[15]）
    - DIABOLIK LOVERS LUNATIC PARADE（2016年2月25日[16]）
    - DIABOLIK LOVERS LOST EDEN（2017年2月16日[17]）
    - DIABOLIK LOVERS GRAND EDITION（2018年3月29日[18]）（PS4）（2019年11月21日にNintendo Switch版発売）
    - DIABOLIK LOVERS CHAOS LINEAGE（2019年3月28日[19]）（Nintendo Switch）

  - MARGINAL#4シリーズ
    - MARGINAL#4 IDOL OF SUPERNOVA（2014年11月13日[20]）
    - MARGINAL#4 ROAD TO GALAXY（2017年5月25日[21]）

  - 剣が君 シリーズ
    - 剣が君 for V（2015年3月26日[22]）
    - 剣が君 百夜綴り（2016年12月22日[23]）
    - 剣が君 for S（2021年6月24日[24]）（Nintendo Switch）

  - もし、この世界に神様がいるとするならば。（2016年2月25日）
  - Dance with Devils シリーズ
    - Dance with Devils（2016年3月24日）
    - Dance with Devils My Carol（2018年3月22日[25]）

  - BLACK WOLVES SAGA-Weiβ und Schwarz-（2017年1月26日）
  - TOKYOヤマノテBOYS for V MAIN DISC（2017年6月22日[26]）
  - TOKYOヤマノテBOYS for V FAN DISC（2017年8月31日[26]）
  - 嘘月シャングリラ（2017年11月30日）
- スマホアプリ
  - スタレボ 彡 88星座のアイドル革命（サービス終了[27][28]）
  - 一血卍傑-ONLINE-
  - 剣が刻
  - 桃源郷AYAKASHICHILDREN

## CD作品
- 一世風靡-逆転大奥恋絵巻-
- オオカミ君ち。
- オズと秘密の愛
- -陰陽師幻夜録- 我が掌で眠れ
- カモンフェローズ！
- CARNELIAN BLOOD
- クリミナーレ！ シリーズ
  - クリミナーレ！
  - クリミナーレ！F
  - クリミナーレ！X
  - クリミナーレ！DUELLO[注 1]
  - クリミナーレ！R
  - クリミナーレ！T[注 2]
- グリム街の王子様
- 黒吉原メランコリア
- Corpse†Heart
- SACRIFICE
- シアボイス
- 地獄温泉
- 終極のDolls
- 新撰組勿忘草 シリーズ
  - 新撰組黙秘録 勿忘草
  - 新撰組血魂録 勿忘草
  - 新撰組比翼録 勿忘草
  - 新撰組暁風録 勿忘草
- SEVENTH HEAVEN
- 全力少年達のおうた シリーズ
  - 全力少年達のおうた＆とりあい
  - 全力少年達のおうた 2時間目
- 想望三國志
- 大正偶像浪漫「帝國スタア」シリーズ
  - 大正偶像浪漫「帝國スタア」
  - 大正偶像浪漫「帝國スタア」キネマトグラフ
- 大正黒華族
- THANATOS NiGHTシリーズ
  - THANATOS NiGHT
  - THANATOS NiGHT Re:Vival
- CHU♥LDK
- ディア♥ヴォーカリスト シリーズ
  - ディア♥ヴォーカリスト
  - ディア♥ヴォーカリスト Riot
  - ディア♥ヴォーカリスト Wired
  - ディア♥ヴォーカリスト Xtreme
  - ディア♥ヴォーカリスト Evolve
  - ディア♥ヴォーカリスト Raving Beats!!!
  - ディア♥ヴォーカリスト Unlimited
  - ディア♥ヴォーカリスト Headliner
  - ディア♥ヴォーカリスト Survival Wars #1 - 6
  - ディア♥ヴォーカリスト THE BEST Rock Out!!!
  - ディア♥ヴォーカリスト THE BEST Rock Out!!! #2[注 2]
- DIABOLIK LOVERS シリーズ（2021年に完全新作ドラマCD・キャラソンを収録した『DIABOLIK LOVERS HOUSE OF VAMPIRE』が発売予定であったが無期延期）
  - DIABOLIK LOVERS ドS吸血CD
  - DIABOLIK LOVERS Blood & LoveSweet
  - DIABOLIK LOVERS ドS吸血CD VERSUS～VERSUSⅣ シリーズ（1作目 2012年8月～10月 2作目 2014年4月～9月 3作目 2016年4月～9月 4作目 2017年10月～2018年3月）
  - DIABOLIK LOVERS ドS吸血CD MORE,BLOOD
  - DIABOLIK LOVERS DARK FATE
  - DIABOLIK LOVERS ドS吸血CD BLOODY BOUQUET
  - DIABOLIK LOVERS LOST EDEN
  - DIABOLIK LOVERS Pala-Selene
  - DIABOLIK LOVERS CHAOS LINEAGE
  - DIABOLIK LOVERS ドS吸血CD 無神家5th Eternal Blood
  - DIABOLIK LOVERS ZERO[注 2]
  - DIABOLIK LOVERS ドS吸血CD 月浪＆キノ Born To Die
  - DIABOLIK LOVERS MORE, MORE BLOOD
  - DIABOLIK LOVERS DAYLIGHT
- 第七特命課 「十狂セメタリー」
- 桃源郷 AYAKASHI CHILDREN
- HAPPY SUGAR シリーズ
  - √HAPPY+SUGAR=DARLIN
  - √HAPPY+SUGAR=IDOL
  - √HAPPY+SUGAR=VACATION
  - √HAPPY+SUGAR=SAND
- 蜜恋（ハニー）ライアー!?
- パラダイスo'ウィスパー
- VANQUISH BROTHERS
- FRESH KISS 100%
- FORBIDDEN★STAR
- ミッドナイトキョンシー シリーズ
  - ミッドナイトキョンシー
  - ミッドナイトキョンシー 天頂遊戯
- 明治吸血奇譚「月夜叉」シリーズ
  - 明治吸血奇譚「月夜叉」
  - 明治吸血奇譚「月夜叉 紅」
- 幽幻ロマンチカ シリーズ
  - 幽幻ロマンチカ
  - 幽幻ロマンチカ-有頂天-
  - 幽幻ロマンチカ-破天荒-
  - 幽幻ロマンチカ-真骨頂-
  - 幽幻ロマンチカ-満天花-[注 2]
  - 幽幻ロマンチカ-最高潮-
- 夜伽HoLiC
- ラクリモサ-七つの罪-
- LOVE★DON!!★QUIXOTE
- LIP ON MY PRINCE シリーズ
  - LIP ON MY PRINCE
  - MOTTO♥LIP ON MY PRINCE
- リュシオルの姫

## メディアミックス
- FABULOUS NIGHT - マーベラスとの共同開発・発売[32]。

## その他作品
- 妖かし村正地獄変（Rejet Fes.2016 -ONLY ONE-で上演のミュージカル作品）
- ZEPHYR（Rejet Fes.2014 DISCOVERYで上映のアニメーション作品）